# Juan Urquizu
Juan José Urquizu Sustaeta (ur. 24 czerwca 1901 w Ondarrorze zm. 22 listopada 1982 tamże) – hiszpański piłkarz grający na pozycji obrońcy, reprezentant kraju, trener.

## Kariera piłkarska
Juan Urquizu karierę piłkarską rozpoczął w juniorach SD Deusto, potem w latach 1916–1917 reprezentował juniorów SD Erandio. W 1917 roku rozpoczął profesjonalną karierę w Osasunie Pampeluna, potem w 1927 roku przez krótki okres reprezentował barwy Espanyolu Barcelona, następnie w latach 1927–1929 Realu Madryt (finał Pucharu Króla Hiszpanii 1929), potem w latach 1929–1935 Athleticu Bilbao, z którym odnosił największe sukcesy w karierze piłkarskiej: trzykrotne mistrzostwo Hiszpanii (1930, 1931, 1934), dwukrotne wicemistrzostwo Hiszpanii (1932, 1933) oraz czterokrotnie zdobył Puchar Króla Hiszpanii (1930, 1931, 1932, 1933). W 1947 roku już w trakcie kariery trenerskiej rozegrał 1 mecz ligowy w Segunda División w barwach CF Barakaldo.

## Kariera reprezentacyjna
Juan Urquizu swój jedyny mecz w reprezentacji Hiszpanii rozegrał 17 marca 1929 roku w Sewilli w wygranym 5:0 meczu towarzyskim z reprezentacją Portugalii.

## Kariera trenerska
Juan Urquizu po zakończeniu kariery piłkarskiej rozpoczął karierę trenerską. W latach 1940–1947 trenował Athletic Bilbao, z którymi osiągnął największe sukcesy w karierze trenerskiej: mistrzostwo Hiszpanii (1943), wicemistrzostwo Hiszpanii (1947), 3. miejsce w Primera División (1946), a także trzykrotnie zdobył Puchar Króla Hiszpanii (1943, 1944, 1945) oraz dotarł do finału Pucharu Króla Hiszpanii 1941/1942. Jako jedyny z klubem zdobył mistrzostwo Hiszpanii oraz Puchar Króla Hiszpanii jako piłkarz i jako trener. Następnie w 1947 roku przez krótki okres trenował klub ligi Segunda División – CF Barakaldo, w którym jako grający trener rozegrał 1 mecz ligowy. Potem trenował: Real Oviedo (1948–1950 – spadek do Segunda División w sezonie 1949/1950) oraz kluby ligi Segunda División: CF Barakaldo (1950–1952), Real Murcię (1952–1954), UD Levante (1956–1958), CD Ourense (1962–1963) oraz Deportivo Alavés, z którym w sezonie 1963/1964 zaliczył spadek do Tercera División.

## Statystyki

### Reprezentacyjne
| Reprezentacja | Rok     | Mecze | Gole |
| ------------- | ------- | ----- | ---- |
| Hiszpania     | 1929    | 1     | 0    |
| Łącznie       | Łącznie | 1     | 0    |

| Mecze w reprezentacji | Mecze w reprezentacji | Mecze w reprezentacji | Mecze w reprezentacji | Mecze w reprezentacji | Mecze w reprezentacji |
| Lp.                   | Data                  | Miasto                | Przeciwnik            | Wynik                 | Rozgrywki             |
| --------------------- | --------------------- | --------------------- | --------------------- | --------------------- | --------------------- |
| 1.                    | 17.03.1929            | Sewilla               | Portugalia            | 5:0                   | Towarzyski            |

## Sukcesy

### Zawodnicze
Real Madryt
- Finał Pucharu Króla Hiszpanii: 1929

Athletic Bilbao
- Mistrzostwo Hiszpanii: 1930, 1931, 1934
- Wicemistrzostwo Hiszpanii: 1932, 1933
- Puchar Króla Hiszpanii: 1930, 1931, 1932, 1933

### Trenerskie
Athletic Bilbao
- Mistrzostwo Hiszpanii: 1943
- Wicemistrzostwo Hiszpanii: 1947
- 3. miejsce w Primera División: 1946
- Puchar Króla Hiszpanii: 1943, 1944, 1945
- Finał Pucharu Króla Hiszpanii: 1942

## Życie prywatne
Juan Urquizu miał syna Luisa (ur. 1936), który również był piłkarzem Athleticu Bilbao. Jest również krewnym piłkarzy i trenerów – Andery i Gaizki Garitano. Juan Urquizu zmarł 22 listopada 1982 roku w Ondarrorze w wieku 81 lat.